# Luigi Pulci
Luigi Pulci  (Florència, 15 d'agost de 1432 - Pàdua, 11 de novembre de 1484) fou un poeta famós principalment per l'obra Morgante, una història èpica d'un gegant convertit al cristianisme que segueix el cavaller Rotllà, escrita en un to heroic paròdic.
Pulci va néixer a Florència, en una família noble però molt empobrida i endeutada, i va treballar com a comerciant: els seus patrons van ser els Mèdicis, especialment Llorenç el Magnífic, que va enviar Pulci en missions diplomàtiques, encara que va ser protegit especialment per la mare de Lorenzo, Lucrezia Tuornabuoni, qui li va encarregar escriure Morgante , un poema humorístic sobre matèria èpica francesa pel qual és principalment conegut. Era una obra més medievalitzant que humanista, però que va obrir el camí als poemes cavallerescos posteriors, inspirats en ell, de Matteo Maria Boiardo (Orlando inamorato) i Ludovico Ariosto (Orlando furioso).
A més, Pulci va compondre obres lleugeres com la Beca di Dicomano, un poema rústic que parodia l'obra de Lorenzo Nencia di Barberino, que al seu torn parodia l'amor cortès. Tanmateix, en algun moment entorn de l'any 1470, Pulci va caure en desgràcia, potser per haver entrat en conflicte amb l'entorn platònic de Marsilio Ficino; necessità més diners i passà al servei de Roberto Sanseverino, un  condottiere  del nord que seguí en els seus desplaçaments (Milà, Pisa i Venècia) fins a la seva mort. Al març de 1481 va ser nomenat capità de Val di Lugana, feu de Sanseverino. Havent emmalaltit en un dels seus viatges, va morir a Pàdua el 1484 i fou sepultat en terra no sagrada com a heretge, perquè les seves obres van ser considerades descregudes i en el mateix confí de l'ambigüitat ideològica. Pulci va ser amic dels homes més il·lustres del seu temps: Toscanelli, Pietro Aretino i Angelo Poliziano, entre d'altres.
El seu germà Luca (1431-1470) també va ser escriptor. Les seves obres, totes en idioma italià, inclouen Pistole,  Driadeo d'amore i Ciriffo Calvaneo .

## Obres
Morgante és un poema èpic cavalleresc en vuitena rima, subdividit en cants, que recupera la matèria del cicle carolingi. El títol deriva del seu personatge més popular, un gegant que Rotllà converteix a la fe cristiana i les aventures del qual constitueixen gran part de la trama. Al principi, el 1478, l'obra posseïa 23 cants i en l'edició definitiva va quedar en 28 (1483). Els últims cinc cants afegits a l'edició de 1483 narren la mort de Rotllà a Roncesvalls i tenen un estil molt diferent al de l'edició anterior.
Altres composicions seves són inferiors a Morgante: la Beca da Dicomano, una paròdia de l'idil·li pastoral en vers, seguint l'exemple de la Nencia da Barberino  de Llorenç el Magnífic; les octaves sobre la Giostra de Lorenzo, un curt nombre de cançons (strambotti, rispetti, sonetti ), un conte en prosa i una Confessione en tercera rima que té l'aparença d'una paròdia d'una part de les Escriptures.